# Palais Bolchini
Le palais Bolchini (en italien : Palazzo Bolchini) est un bâtiment de la ville de Milan en Italie.

## Histoire
Le bâtiment est conçu par l'architecte italien Pier Giulio Magistretti (it). Les travaux de construction, commencés en 1927, sont achevés en 1930.

## Description
Le palais se situe dans la piazza Filippo Meda dans le centre-ville de Milan.
Le palais présente un style art déco caractérisé par la présence d'éléments néoclassiques qui reprennent l'architecture de la proche piazza Belgioioso et qui se traduisent dans l'usage d'obélisques, statues et balustrades pour la décoration du dernier étage.